# Frango

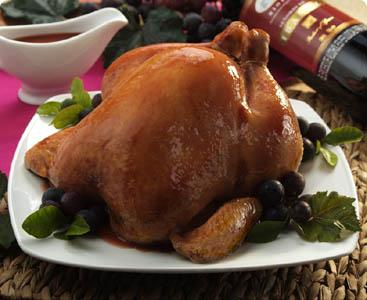
Frango assado

No contexto culinário, o termo frango remete a qualquer prato preparado com a carne de aves como a das galinhas. No entanto, o que se chama genericamente de frango pode ainda mais três classificações distintas além do frango em si: o galeto, a galinha caipira e o galo capão.

## Estrutura
São partes principais do frango: peito, coxa, sobrecoxa (perna) e asas. Também fazem parte, o coração, a moela e o fígado, porém estes geralmente são comercializados separadamente do frango em si.
Dependendo do corte e do preparo prévio, as peças de carne de tais aves podem ser armazenadas em freezer, de 3 a 6 meses.
A carne do frango é envolvida por uma pele, que possui alto teor de gordura e colesterol. Por esta razão, profissionais da saúde e da nutrição recomendam a retirada da pele do frango ao ser consumido.

## Variedades
- Frango assado - a carne de frango preparada em assadeira elétrica ou a gás.
- Frango ao molho pardo - prato tradicional do Nordeste brasileiro, onde é conhecido "galinha à cabidela" ou simplesmente galinha
- Frango empanado - filés de frango, passados no ovo e depois farinha de rosca e depois fritos em óleo quente, sob imersão
- Frango na púcara - prato típico da culinária portuguesa
- Frango piri-piri - também chamado de "frango no churrasco à portuguesa"
- Frango à passarinho - prato típico da culinária brasileira, que consiste em pequenos pedaços da ave já temperados.
- Caril de frango - prato tradicional da culinária indo-portuguesa

## Produção mundial de carne de frango
| País                                     | Produção em 2018 (milhões de toneladas anuais) |
| ---------------------------------------- | ---------------------------------------------- |
| Estados Unidos                           | 19,5                                           |
| Brasil                                   | 14,9                                           |
| China                                    | 14,5                                           |
| Rússia                                   | 4,5                                            |
| Índia                                    | 3,5                                            |
| México                                   | 3,3                                            |
| Indonésia                                | 2,5                                            |
| Japão                                    | 2,2                                            |
| Irão                                     | 2,1                                            |
| Turquia                                  | 2,1                                            |
| Argentina                                | 2,0                                            |
| Fonte: Food and Agriculture Organization |                                                |